# Monzon Normand
Monzon Normand, född 9 april 2022, är en fransk varmblodig travhäst som tränas av Philippe Allaire och körs av Yoann Lebourgeois.
Han började tävla 2024 och har inledde sin karriär med två raka segrar från debuten. Han har hittills sprungit 105 275 euro på 10 starter, varav 4 segrar, 1 andraplats samt 1 tredjeplats. Karriärens hittills största segrar har kommit i Prix Louis Cauchois (2024) och Prix Timoko (2024).
Han har även kommit på andraplats i Prix Phaedra (2024) och på tredjeplats i Prix Maurice de Gheest (2025).

## Statistik
| Statistik för Monzon Normand (Ref.) | Statistik för Monzon Normand (Ref.) | Statistik för Monzon Normand (Ref.) | Statistik för Monzon Normand (Ref.) | Statistik för Monzon Normand (Ref.) | Statistik för Monzon Normand (Ref.) |
| ----------------------------------- | ----------------------------------- | ----------------------------------- | ----------------------------------- | ----------------------------------- | ----------------------------------- |
| Starter                             | Placeringar                         | Startprissumma                      | Segerprocent                        | Platsprocent                        | Rekord                              |
| 10                                  | 4-1-1                               | 105 275 euro                        | 40 %                                | 60 %                                | 1.13,4ak,                           |

### Större segrar
| År   | Lopp                | Kusk              | Vinstbelopp | Grupp   |
| ---- | ------------------- | ----------------- | ----------- | ------- |
| 2024 | Prix Louis Cauchois | Yoann Lebourgeois | 24 300 EUR  | Grupp 3 |
| 2024 | Prix Timoko         | Yoann Lebourgeois | 27 000 EUR  | Grupp 3 |